# 18731 Vilʹbakirov
18731 Vilʹbakirov (tên chỉ định: 1998 KW7) là một tiểu hành tinh vành đai chính. Nó được khám phá thông qua Chương trình nghiên cứu đối tượng gần Trái Đất của đài thiên văn Lowell ở trạm Anderson Mesa ở Coconino County, Arizona, ngày 23 tháng 5 năm 1998. Nó được đặt theo tên Vilʹ S. Bakirov, nhà thiên văn học và xã hội học Ukraina.